# Victor Massé
Victor Massé, vlastním jménem Félix-Marie Massé, (7. března 1822 Lorient, Francie – 5. července 1884 Paříž) byl francouzský hudební skladatel. Věnoval se především vokální hudbě, totiž pozdním operám comique, operetám a písním.

## Život
Victor Massé se narodil v bretaňském Lorientu. Rodný kraj se později odrazil hlavně v jeho písních. Bretaň však opustil již v raném věku poté, co zemřel jeho otec, přístavní dělník, matka se odstěhovala do Paříže. Po prvním hudebním vzdělání v Institut royal de musique réligieuse (Královském ústavu pro duchovní hudbu) nastoupil roku 1834 na pařížskou konzervatoř. Mezi jeho učiteli byl Jacques Fromental Halévy a úspěšné studium završil roku 1844 získáním Římské ceny (Prix de Rome) za kantátu Renegát tangerský (Le Renégat de Tanger), kterou následujícího roku uvedla i Pařížská opera.
Zprvu se věnoval církevní hudbě (slavnostní mše napsaná během jeho italského pobytu spojeného s Římskou cenou), brzy však začal psát pro jeviště; jeho vzory byly vedle Halévyho slavní autoři opéry comique François-Adrien Boieldieu, Ferdinand Hérold a D. F. E. Auber.

Prvním úspěchem byla dvouaktová Galatea (Galathée), které měla premiéru v Théâtre de l'Opéra-Comique roku 1852. Vedle Massého znamenala počátek úspěšné kariéry i pro dvojici libretistů Julese Barbiera a Michela Carrého; spíše než další spolupráce s Massém je významný jejich podíl na vrcholných dílech Charlese Gounoda, Ambroise Thomase, Georgese Bizeta či Jacquese Offenbacha. Pro Galateu zpracovali starý mýtus o Pygmalionovi. O úspěch opery se značnou měrou zasloužil představitel Pygmaliona barytonista Jean-Baptiste Fauré (1830–1914), pro něhož byla tato role začátkem slavné kariéry.

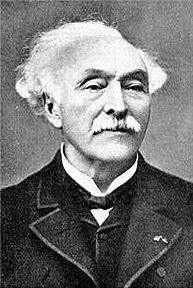
Victor Massé (1822–1884)

Největšího úspěchu dosáhl Massé se stejnými spolupracovníky hned v následujícím roce aktovkou Jeannettina svatba. Tato prostá, ale melodicky výrazná drobnost se stala — mimo jiné díky představitelce titulní úlohy Marie-Caroliny Félixové vystupující pod jménem Miolan Carvalho (1827–1895) — Massého nejhranější operou v Opéra-Comique (téměř 1500 představení) i malých divadlech po Francii i Evropě. Jeho následující úspěchy byly již mnohem skromnější (Královna Topas 1856). Vrcholným Massého dílem je díky přesné deklamaci a propracované orchestraci Paul a Virginie (1876), které však nedosáhlo očekávaného ohlasu (alespoň v Paříži, zahraniční inscenace — např. newyorská — byly úspěšnější), neboť již neodpovídalo měnícímu se hudebnímu vkusu.

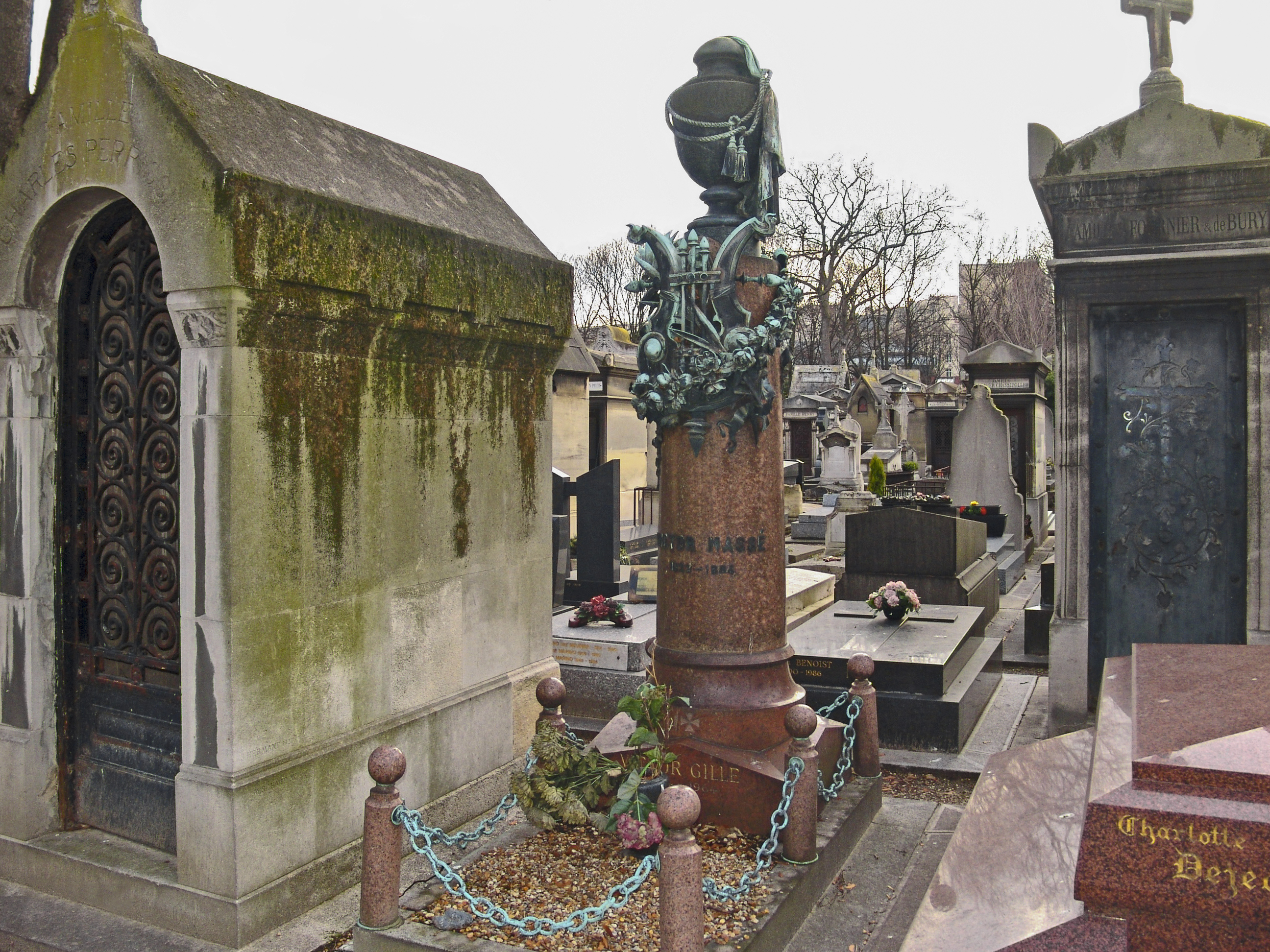
Hrob Victora Massého v Paříži, hřbitov Montmartre

Na konci Druhého císařství získal činorodý Massé četné funkce a pocty. Od roku 1860 byl sbormistrem pařížské Opery (i když jediná opera, kterou Opera uvedla, Pedrova mula z roku 1863 zapadla). Od roku 1866 vyučoval kompozici na pařížské konzervatoři. V letech 1873–1875 vyučoval též v dívčím penzionátě a pro tamější chovanky napsal několik drobných operet.
Roku 1872 byl Massé zvolen do Akademie krásných umění na křeslo č. 2. Jeho předchůdcem byl právě významný skladatel komických oper D. F. E. Auber; jeho nástupcem pak Léo Delibes. Roku 1877 se stal i členem Belgické královské akademie (jako nástupce Féliciena Davida) a důstojníkem Čestné legie.
Na konci 70. let 19. století se Massého zdraví zhoršilo a donutilo jej zanechat výuky na konzervatoři.
Victor Massé zemřel v Paříži 5. července 1884 a je pohřben na montmartreském hřbitově v Paříži. Jeho poslední dílo, poměrně úspěšná lyrická opera Jedna noc Kleopatry na libreto Massého dávného spolupracovníka Julese Barbiera, byla uvedena na jeviště Opéry-Comique až posmrtně na jaře následujícího roku.
Massé měl melodický dar oceňovaný samotným Richardem Wagnerem. Bez dalších hudebních předpokladů však jeho dílo, zejména jeho vážnější část, upadlo v zapomnění. Stále je uváděna Jeannettina svatba, velmi nenáročná na uvedení (v poslední době např. BarokOpera Amsterdam v sezóně 2008/2009), nahrávka existuje rovněž ke Galatei, občas se na recitálech objevují Massého písně.

## Dílo
Seznam hudebně dramatických děl Victora Massého
| Český název                        | Původní název                               | Žánr              | Počet dějství | Libreto                                                                                                 | Datum premiéry     | Místo, divadlo                                  |
| ---------------------------------- | ------------------------------------------- | ----------------- | ------------- | --- | ------------------ | ----------------------------------------------- |
| Gotická komnata                    | La Chambre gothique                         | vaudeville        | 3             | Pierre Carmouche                                                                                        | 8. června 1848     | Paříž, Théâtre des Folies-Dramatiques           |
| Zpěvačka se závojem                | La Chanteuse voilée                         | opéra comique     | 1             | Eugène Scribe, Adolphe de Leuven (vl. jm. Adolphe Ribbing)                                              | 16. listopadu 1850 | Paříž, Opéra-Comique — Salle Favart             |
| Galatea                            | Galathée                                    | opéra comique     | 2             | Jules Paul Barbier, Michel Forentin Carré                                                               | 14. dubna 1852     | Paříž, Opéra-Comique — Salle Favart             |
| Jeannettina svatba                 | Les Noces de Jeannette                      | opéra comique     | 1             | Jules Paul Barbier, Michel Forentin Carré                                                               | 4. února 1853      | Paříž, Opéra-Comique — Salle Favart             |
| Čertova nevěsta                    | La Fiancée du diable                        | opéra comique     | 3             | Eugène Scribe, Hippolyte Romand                                                                         | 5. května 1854     | Paříž, Opéra-Comique — Salle Favart             |
| Miss Fauvette                      | Miss Fauvette                               | opéra comique     | 1             | Jules Paul Barbier, Michel Forentin Carré                                                               | 13. února 1855     | Paříž, Opéra-Comique — Salle Favart             |
| Roční období                       | Les Saisons                                 | opéra comique     | 3             | Jules Paul Barbier, Michel Forentin Carré                                                               | 22. prosince 1855  | Paříž, Opéra-Comique — Salle Favart             |
| Rodinná cena                       | Le Prix de famille                          | opéra comique     | 1             | Joseph Méry                                                                                             | 1855               | publikováno v Le Magasin des Demoiselles        |
| Královna Topas                     | La Reine Topaze                             | opéra comique     | 3             | Lockroy (vl. jm. Joseph-Philippe Simon), Léon Battu                                                     | 27. prosince 1856  | Paříž, Théâtre-Lyrique                          |
| Marivauxův bratranec               | Le Cousin de Marivaux                       | opéra comique     | 1             | Léon Battu                                                                                              | 15. srpna 1857     | Baden-Baden                                     |
| Nosítka                            | Les Chaises à porteurs                      | opéra comique     | 1             | Philippe Pinel Dumanoir, Louis-François Clairville (vl. jm L.-F. Nicolaïe)                              | 28. dubna 1858     | Paříž, Opéra-Comique — Salle Favart             |
| Ježibaba                           | La Fée Carabosse                            | opéra comique     | 3             | Lockroy (vl. jm. Joseph-Philippe Simon), Hippolyte Cogniard                                             | 28. února 1859     | Paříž, Théâtre-Lyrique                          |
| Zaslíbená Marietta                 | Mariette la promise                         | opéra comique     | 1             | | srpen 1862         | Petrohrad, Mariinské divadlo                    |
| Pedrova mula                       | La Mule de Pedro                            | opera             | 2             | Philippe Pinel Dumanoir                                                                                 | 4. února 1863      | Paříž, Opéra — Salle Le Peletier                |
| Fior d'Aliza                       | Fior d'Aliza                                | opéra comique     | 4             | Michel Forentin Carré, Hippolyte Lucas                                                                  | 5. února 1866      | Paříž, Opéra-Comique — Salle Favart             |
| Brigadýrův syn aneb Pobočníkův kůň | Le Fils du brigadier ou Le cheval d'adjoint | opéra comique     | 3             | Eugène Labiche, Alfred Delacour                                                                         | 25. února 1867     | Paříž, Opéra-Comique — Salle Favart             |
| Perrettiny děti                    | Les Enfants de Perrette                     | opereta           | 1             | | 1872               | nevydána                                        |
| Achillova sestřička                | La Petite Sœur d'Achille                    | opereta           | 2             | Paul Dubourg                                                                                            | 1873               | publikováno v Le Magasin des Demoiselles        |
| Paul a Virginie                    | Paul et Virginie                            | opera             | 3             | Jules Paul Barbier, Michel Forentin Carré (na námět románu Jacquese-Henriho Bernardina de Saint-Pierre) | 15. listopadu 1876 | Paříž, Théâtre National lyrique (Gaîté-Lyrique) |
| Zákon o luxusu                     | Une Loi somptuaire                          | opereta           | 2             | Paul Dubourg                                                                                            | 1878               | Paříž, Théâtre Michaelis                        |
| Nález                              | La Trouvaille                               | "rodinná opereta" |               | Mme Rocheblanc                                                                                          | 1879               | Paříž, Théâtre Michaelis                        |
| Jedna noc Kleopatry                | Une nuit de Cléopâtre                       | drame lyrique     | 3             | Jules Paul Barbier                                                                                      | 25. dubna 1885     | Paříž, Opéra-Comique — Salle Favart             |

Vedle jevištních prací složil asi 135 sólových písní a několik duetů, na slova básníků od Joachima du Bellay (1522–1560) nebo Pierra de Ronsarda (1524–1585) po Théophila Gautiera (1811–1872) a Victora Huga (1802–1885).